# Arthur Argo
 (mai 2017).
Pour les articles homonymes, voir Argo.
Arthur Argo, né en 1935 et mort en 1981, est un musicologue et musicien folk traditionnel écossais.